# 西鐵福岡（天神）車站
西鐵福岡（天神）站（日语：／ Nishitetsu Fukuoka (Tenjin) eki */?），位於日本福岡縣福岡市中央區，是西日本鐵道的鐵路車站，為西鐵天神大牟田線的北側端點站，與博多站並列為福岡市的鐵路總站。

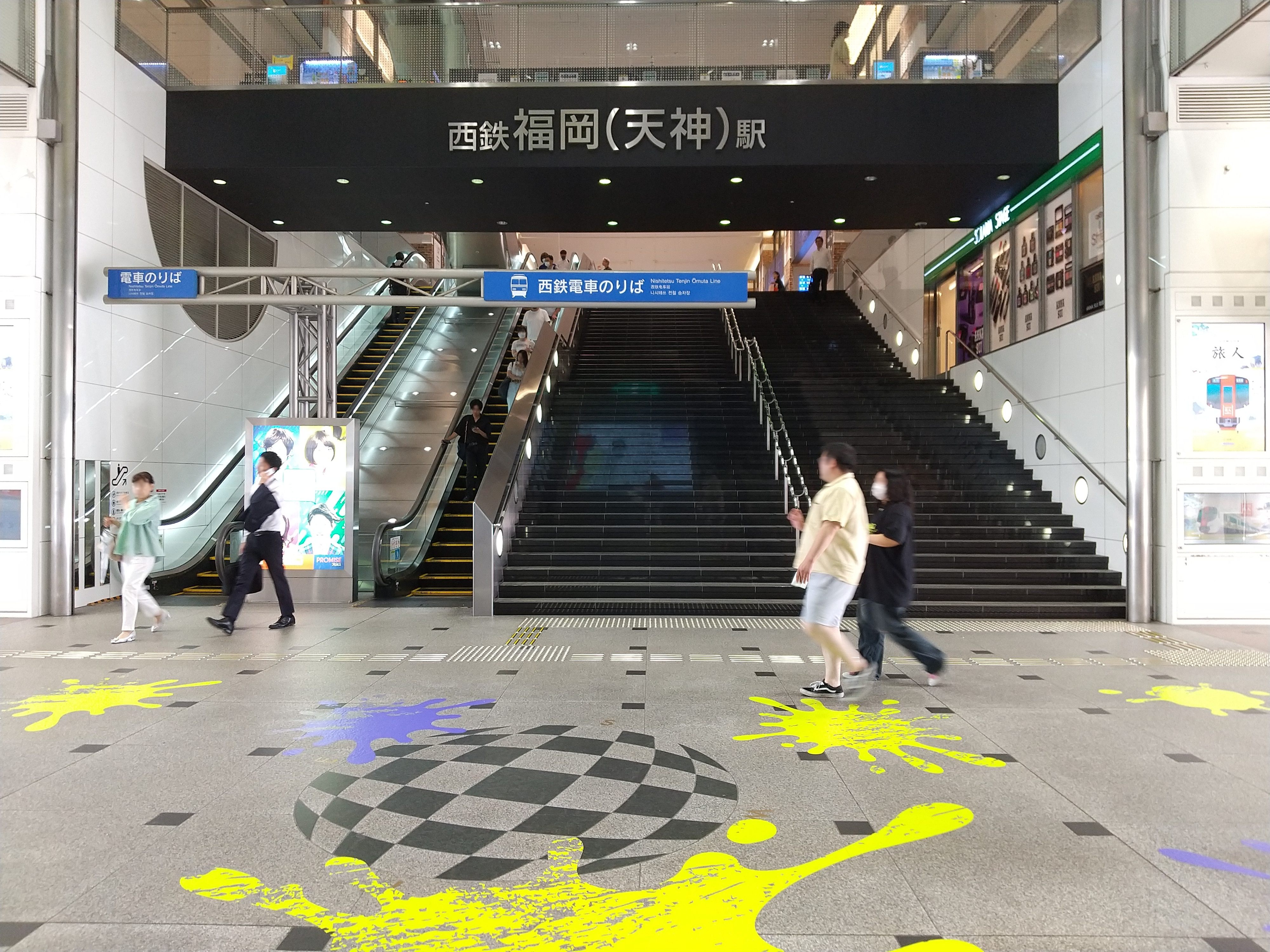
北口(2023年7月)

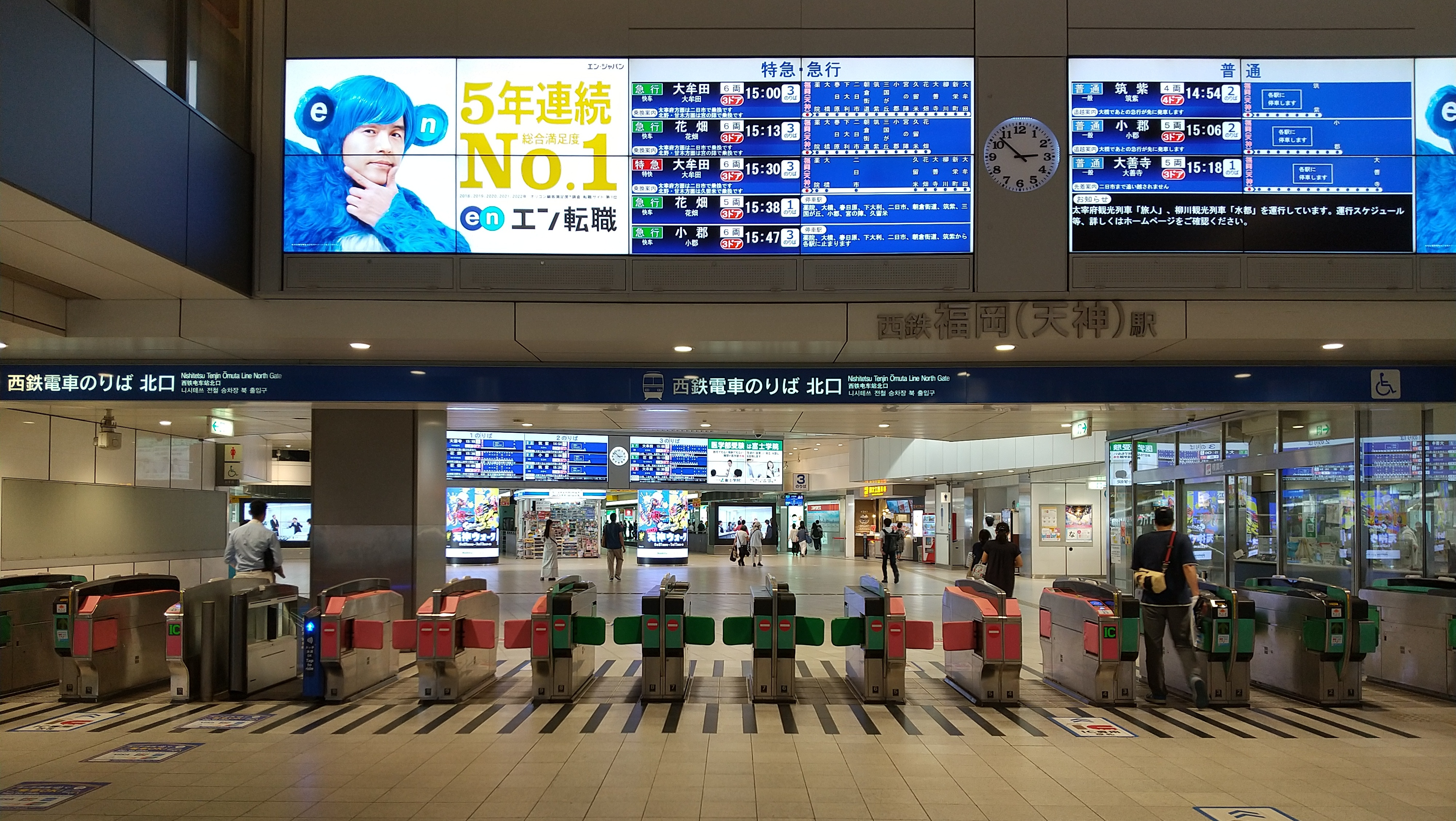
北閘口(2023年7月)

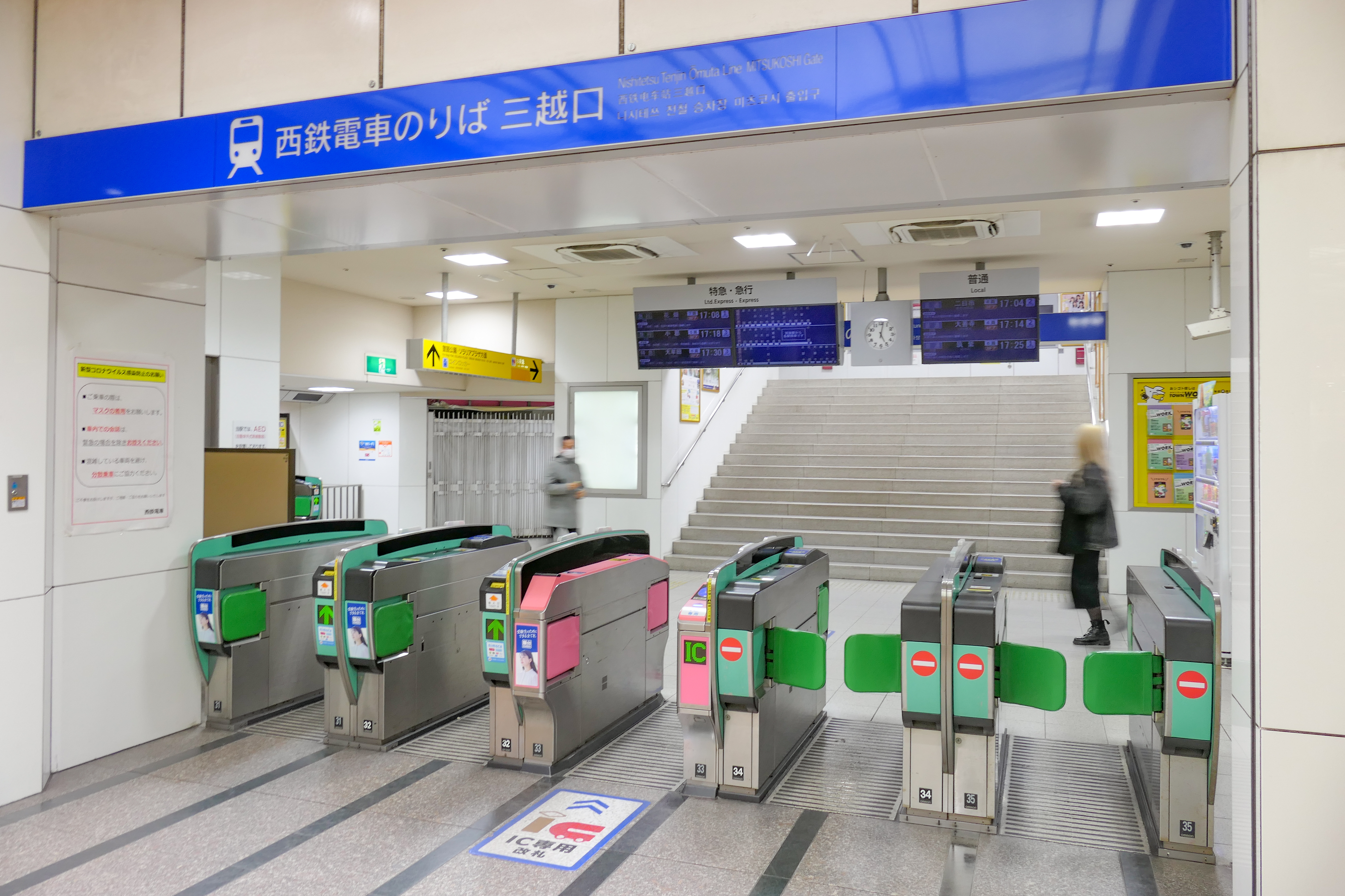
三越閘口(2021年12月)

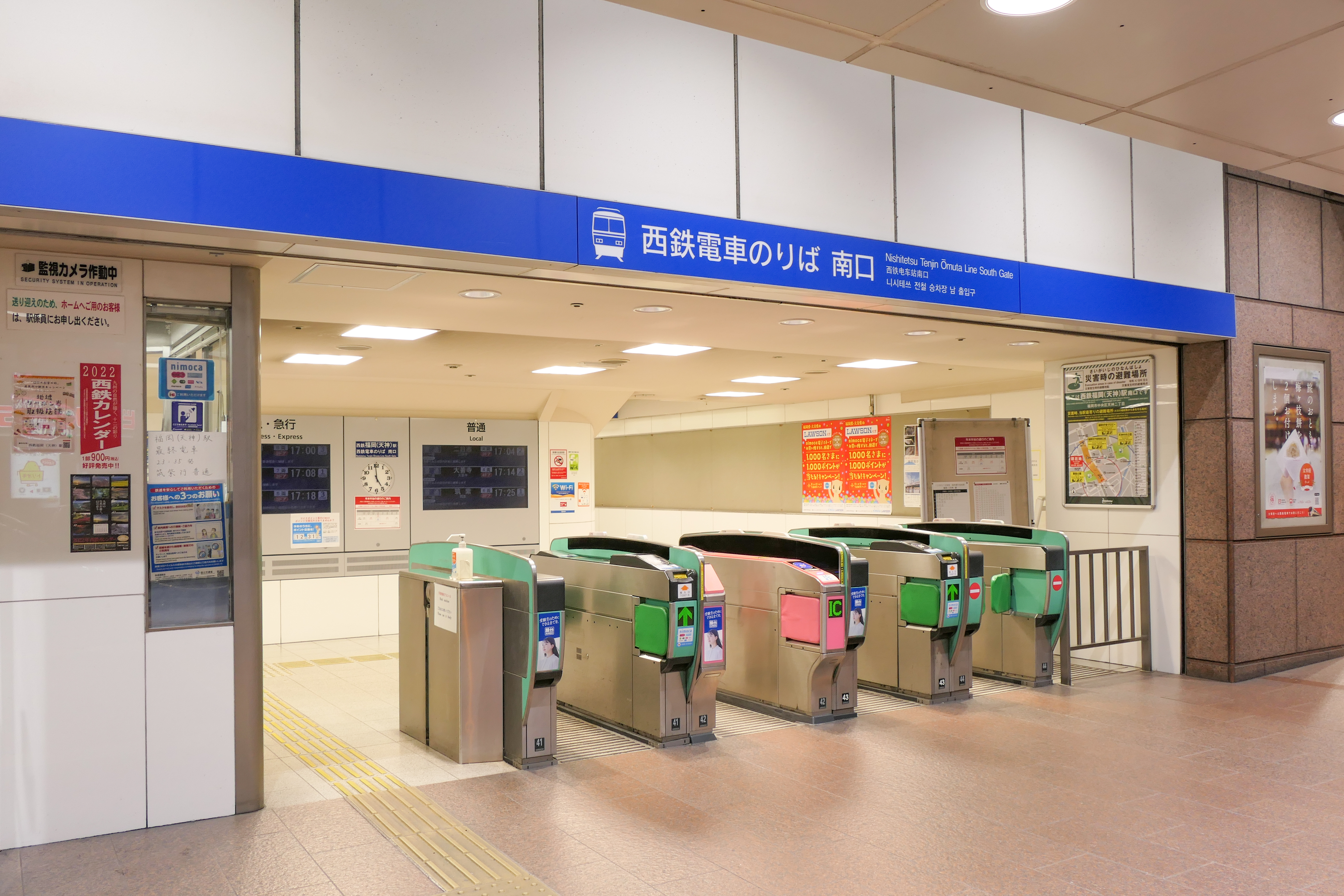
南閘口(2021年12月)

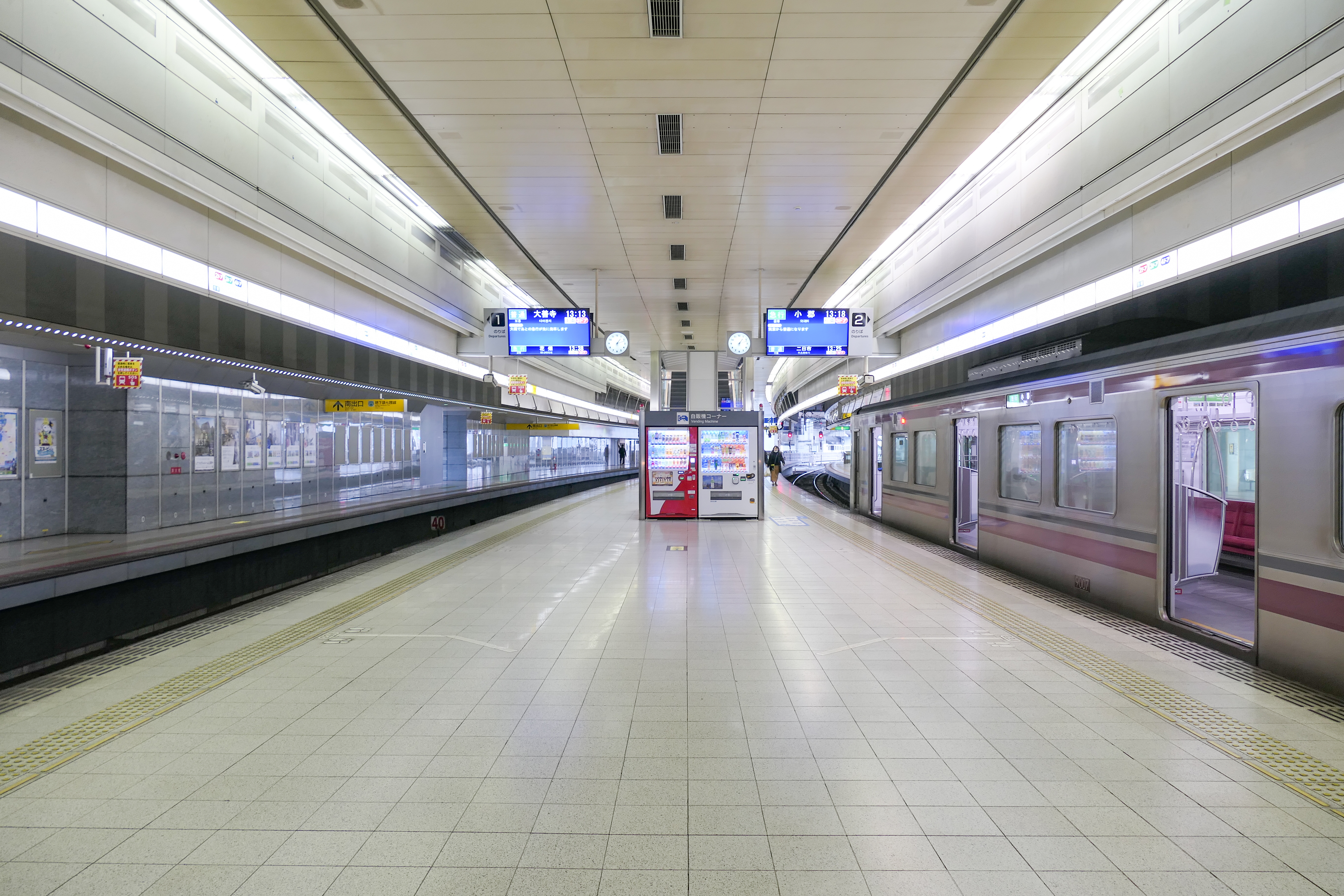
1號與2號月臺(2022年12月)

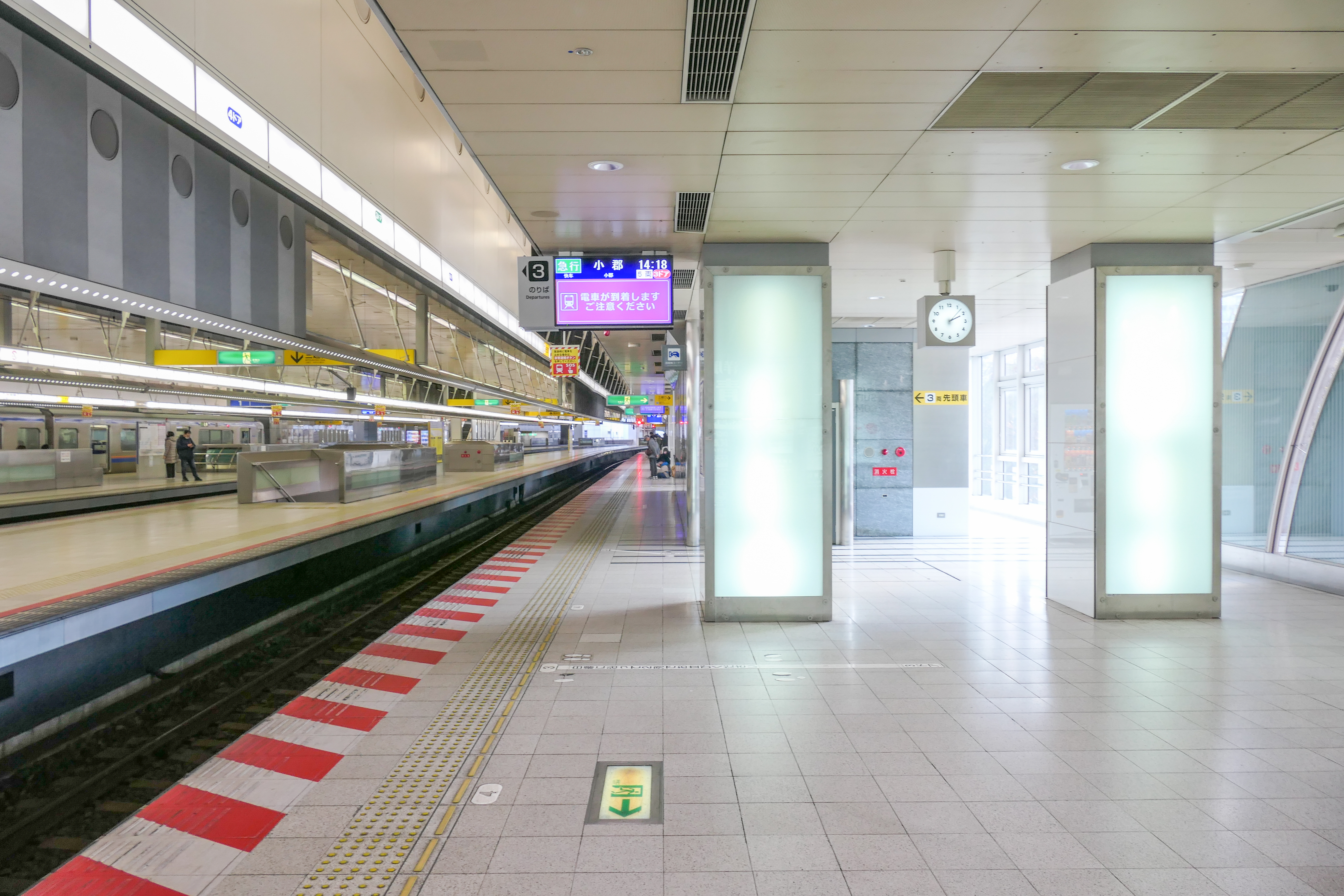
3號月臺(2022年12月)

## 通過路線
- 西日本鐵道
  - 天神大牟田線

## 鄰近車站
西日本鐵道
天神大牟田線
西鐵福岡（天神）車站 - 藥院車站

## 外部連結
- 西日本鐵道 – 西鐵福岡（天神）車站 （页面存档备份，存于）（日語）